# Pseudosciara paradoxa
Pseudosciara paradoxa är en tvåvingeart som först beskrevs av Franklin William Pettey 1918.  Pseudosciara paradoxa ingår i släktet Pseudosciara och familjen sorgmyggor. Inga underarter finns listade i Catalogue of Life.